# Monnetier-Mornex
Monnetier-Mornex – miejscowość i gmina we Francji, w regionie Owernia-Rodan-Alpy, w departamencie Górna Sabaudia.
Według danych na rok 1990 gminę zamieszkiwały 1794 osoby, a gęstość zaludnienia wynosiła 157 osób/km² (wśród 2880 gmin regionu Rodan-Alpy Monnetier-Mornex plasuje się na 485. miejscu pod względem liczby ludności, natomiast pod względem powierzchni na miejscu 1017.).